# Miroslav Ihnačák
Miroslav Ihnačák (ur. 19 lutego 1962 w Popradzie) – słowacki hokeista, reprezentant Słowacji. Trener hokejowy.
Jego brat Peter (ur. 1957) także był hokeistą. Razem występowali w lidze NHL w kanadyjskim klubie Toronto Maple Leafs w latach 1985-1987. Bratankiem Miroslava Ihnačáka jest Brian Ihnacak, syn Petera.

## Kariera zawodnicza
- TJ VSŽ Košice (1981-1985)
- Toronto Maple Leafs (1985-1987)
  -  St. Catharines Saints (1986)
  -  TJ VSŽ Košice (1986)
- Newmarket Saints (1987-1988)
- Detroit Red Wings (1988)
- Adirondack Red Wings (1988-1989)
- Halifax Citadels (1989-1991)
- BSC Preussen Berlin (1991-1992)
- EV Zug (1992)
- Mannheimer ERC (1991-1992)
- ŠKP PS Poprad (1993)
- Milwaukee Admirals (1993)
- TJ VSŽ Košice (1994-1995)
- ERC Selb (1995-1998)
- TJ VSŽ Košice (1998-2004)
- ŠKP PS Poprad (2004-2005)
- MHC Martin (2005-2006)
- HK Lk HC Preszów (2006)
- MHK Humenné (2009-2010)

Wychowanek TJ VSŽ Košice. Był draftowany do ligi NHL, w której występował w sezonach 1985/1986 i 1986/1987 (ponadto w sezonie 1988/1989 rozegrał jeden mecz w barwach Detroit Red Wings). W Stanach Zjednoczonych występował do 1991 w innych zespołach rozgrywek AHL. Po powrocie do Europy występował w kilku zagranicznych klubach, lecz najwięcej sezonów rozegrał w macierzystym klubie HC Koszyce. Pierwotnie zakończył karierę zawodniczą w 2006, jednak w sezonie 2009/2010 powrócił epizodycznie do gry w drużynie MHK Humenné, dla której rozegrał dwa spotkania, pełniąc jednocześnie funkcję trenera.
Był reprezentantem juniorskiej reprezentacji Czechosłowacji, z którą wystąpił na turniejach mistrzostw Europy juniorów do lat 18 w 1979, 1980. W barwach seniorskiej kadry Słowacji uczestniczył w turniejach mistrzostw świata Grupy B w 1995.

## Kariera trenerska
- MHC Martin (2005-2006) – grający asystent trenera
- HK Lk HC Preszów (2006) – grający asystent trenera
- MHK Kežmarok (2006-2008) – główny trener
- GKS Tychy (2008/2009) – główny trener
- HK VTJ Trebišov (2009/2010) – główny trener
- HK Spišská Nová Ves (2010-2011) – główny trener
- HK Dukla Michalovce (2011) – główny trener
- HC Koszyce (2011-2012) – główny trener
- HK Dukla Michalovce (2012-2013) – główny trener
- Polonia Bytom (2013-2014) – główny trener
- HK Dukla Michalovce (2017) – główny trener
- Dunaújvárosi Acélbikák (2019-) – główny trener

Początkowo sprawował funkcję asystenta trenera. Podczas pracy w HK Lk HC Preszów, w marcu 2006, w ćwierćfinałach play-off 1. ligi słowackiej, w meczu z HC 05 Banská Bystrica, rzucił bidonem w stronę sędziego, za co został zdyskwalifikowany na jeden miesiąc. W sezonie 2006/2007 prowadził drużynę MHK Kežmarok – wygrał z nią 1. ligę i uzyskał awans do ekstraligi. W klubie pozostał do kwietnia 2008. W październiku 2008 został szkoleniowcem polskiego klubu GKS Tychy i prowadził go w sezonie Polskiej Ligi Hokejowej 2008/2009, zdobywając Puchar Polski i srebrny medal mistrzostw Polski. Następnie trenował zespoły 1. ligi słowackiej – HK VTJ Trebiszów (2009/2010) i HK Spišská Nová Ves (2010/2011). Na początku sezonu 2011/2012 był krótkotrwale trenerem HK Dukla Michalovce, po czym w listopadzie 2011 został szkoleniowcem macierzystego HC Koszyce i zdobył z tą drużyną srebrny medal mistrzostw Słowacji. W sezonie 2012/2013 ponownie był trenerem Dukli Michalovce. W maju 2013 został trenerem Polonii Bytom. Od lipca do października 2017 po raz trzeci był trenerem Dukli Michalovce. W maju 2019 został szkoleniowcem węgierskiej drużyny Dunaújvárosi Acélbikák.

## Sukcesy
Zawodnicze reprezentacyjne
- Złoty medal mistrzostw Europy juniorów do lat 18: 1979 z Czechosłowacją
- Awans do Grupy A mistrzostw świata: 1995 ze Słowacją

Zawodnicze klubowe
- Złoty medal mistrzostw Czechosłowacji: 1986 z HC Koszyce
- Puchar Caldera: 1989 z Adirondack Red Wings
- Brązowy medal mistrzostw Niemiec: 1992 z BSC Preussen Berlin
- Drugie miejsce w Pucharze Kontynentalnym: 1995, 1999 z HC Koszyce
- Złoty medal mistrzostw Słowacji: 1999 z HC Koszyce
- Brązowy medal mistrzostw Słowacji: 2002 z HC Koszyce
- Srebrny medal mistrzostw Słowacji: 2003 z HC Koszyce

Zawodnicze indywidualne
- Mistrzostwa Europy do lat 18 w 1979:
  - Skład gwiazd turnieju
- Liga czechosłowacka 1985/1986:
  - Pierwsze miejsce w klasyfikacji kanadyjskiej: 66 punktów
- Ekstraliga słowacka 1994/1995:
  - Pierwsze miejsce w klasyfikacji asystentów w fazie play-off
  - Pierwsze miejsce w klasyfikacji kanadyjskiej w fazie play-off

Szkoleniowe
- Awans do ekstraligi słowackiej: 2007 z MHK Kieżmark
- Srebrny medal mistrzostw Polski: 2009 z GKS Tychy
- Puchar Polski: 2008 z GKS Tychy
- Srebrny medal mistrzostw Słowacji: 2012 z HC Koszyce